# Národní třída metróállomás
Národní třída egy metróállomás Prágában a prágai B metró vonalán.

## Szomszédos állomások
A metróállomáshoz az alábbi állomások vannak a legközelebb:
- Karlovo náměstí (Zličín)
- Můstek (Černý Most)

## Átszállási kapcsolatok
| B (Zličín ↔ Černý Most) |                                  |                                 |
| Állomás                 | Átszállási kapcsolatok           | Fontosabb létesítmények         |
| Národní třída           | 2, 9, 18, 22, 23, 93, 97, 98, 99 | Nemzeti Színház, U Fleků söröző |